# Силін Володимир Юрійович
Володи́мир Ю́рійович Си́лін (* 30 березня 1891, Старокостянтинів, нині Хмельницька область — † рік смерті невідомий) — підполковник Армії Української Народної Республіки. Молодший брат полковника Армії УНР Анатолія Силіна.

## Біографія
Походив із родини військового. Останнє звання у російській армії — штабс-капітан.
1917 року став командиром українізованого Штурмового батальйону 12-ї піхотної дивізії. Наприкінці лютого 1918 року провів успішну операцію проти частин 12-го збільшовиченого корпусу, які намагалися не допустити відновлення влади Української Народної Республіки в Кам'янці-Подільському. Командир 12-ї піхотної дивізії Петро Єрошевич писав у спогадах: «Підходили австрійці. 12-й корпус став відходити. Я йому заборонив вступати в мій район Кам'янця, але він усе ж уліз. Довелося його пошарпати з кровопусканням, що дуже вдало зробив теперішній підполковник Силін (молодший)».
У 1920—1922 роках був старшиною 3-го кінного полку 3-ї Залізної дивізії Армії УНР. Подальша доля невідома.